# Musée György-Ráth
Le musée György-Ráth (en hongrois : Ráth György Múzeum) est un musée hongrois situé dans le 6e arrondissement de Budapest.
Avant de devenir un musée, le musée fut la demeure de György Ráth, influent collectionneur d'art de la fin du XIXe siècle et du début du XXe siècle. C'est seulement un an après sa mort, en novembre 1906, qu'elle ouvre ses portes en tant que musée, en invitant la presse de la capitale à découvrir sa collection. Le 8 janvier 1907, François Joseph Ier, alors empereur d'Autriche et roi apostolique de Hongrie, la visite également.
La villa György Ráth ferma en 2014, puis ouvrit à nouveau le 14 septembre 2018, avec une exposition permanente intitulée Art Nouveau – a Hungarian Perspective (en hongrois : A mi szecessziónk).

## György Ráth (1828-1905)

### Jeunesse et engagement politique
György Ráth naquit le 6 mai 1828 à Szeged, dans une famille aisée : ses parents étaient propriétaires fonciers dans la région de Csanad County. Il passa son enfance à Szeged, avant d'aller effectuer son lycée à Temesvár. Il poursuivit en étudiant le droit, ce qui lui permit d'écrire et publier des livres de droit, mais aussi de travailler comme avocat ou juge de la Cour suprême royale par exemple. Ses deux frères étaient des acteurs importants des secteurs du commerce, de l'industrie et dans la vie culturelle hongroise de l'époque.
Avec son frère Mór Ráth, il participa activement à la Révolution hongroise de 1948, en s'enrôlant dans le bataillon de volontaires de Pest. En 1850, il raconte son engagement dans le journal Magyar Emléklapok (hu), sous un pseudonyme. Avec l'aide de l'historien Sándor Szilágyi, il compile les discours de Lajos Kossuth, figure de la Révolution de 1948.

### Engagement pour le développement de la vie culturelle hongroise[2]
À côté de son engagement politique et de son intérêt pour le droit, György Ráth est un homme à la sensibilité artistique affutée. Il fut, entre autres, en 1873, chargé d'organiser le département artistique du pavillon hongrois à l'Exposition Universelle de Vienne. Il figure également parmi les membres fondateurs de l'Association hongroise d'Histoire.
Sa volonté de mettre en lumière les arts le mena à participer à la fondation d'un musée pour les arts appliqués : le Musée des Arts décoratifs, magnifique musée encore ouvert au public aujourd'hui, dont la collection et l'architecture valent le détour. Il en fut le premier directeur général de 1881 à 1896. Il crée une organisation indépendante du musée, la Société des Beaux Arts et Arts Appliqués, afin d'obtenir des aides financières de la part de l'État et des citoyens les plus riches.

## Histoire de la villa

### Les dernières années de György Ráth
György Ráth acheta la villa en 1901, dans laquelle il s'installe avec sa femme, Gizella Melcsiczky. Il fait rénover le bâtiment par Géza Györgyi, demande à Gyula Jungfer, artiste en vogue au début du XXe siècle, de créer une rambarde en fer forgé pour les escaliers du hall d'entrée. La décoration  du vestibule fut commandée à l'architecte Paul Horti (Pál Horti), qui demanda à la Maison Louis Pisinger de réaliser les boiseries et escaliers.

Chez lui, il accumule une collection impressionnante d'œuvres d'art qui, suivant ses dernières volontés furent léguées, après sa mort le 7 juillet 1905 à la suite d'une "longue et cruelle maladie", au musée des Arts décoratifs par sa femme. Selon Eugène de Radisics, ami de Madame Rath, elle tenait cependant à ajouter une clause empêchant l'État de disperser la collection : 
"Cette clause mentionnait le désir formel que la collection serait désormais une unité indivisible et porterait le nom de musée Georges-Ráth; que celui-ci serait ouvert au public et son administration confiée, a perpétuité, au musée des Arts décoratifs auquel il serait annexé."
Elle y joint sa propre collection de flacons, tabatières, jouets d'enfants, porcelaine ancienne, bijoux hongrois du XVIe siècle, dentelles et vaisselle. Au total, elle ajouta 1 145 objets à la collection léguée. Ainsi, les œuvres qui appartenaient à György Ráth restèrent dans la villa ; c'est cette dernière qui se transforma en musée György-Ráth en 1906, en sa mémoire.

### La villa au gré des époques
Pour des raisons purement idéologiques, la collection a été démantelée après la Seconde Guerre mondiale, à la suite de la montée du pouvoir communiste en 1948 en Hongrie. La dictature prolétarienne considérait qu'il était potentiellement dangereux de maintenir un logement bourgeois dans son état d'origine, et a donc choisi d'éradiquer la collection de Ráth.
Au début de l'année 1954, la villa fut rachetée par le musée Ferenc-Hopp des Arts d'Asie de l'Est. Une exposition sur la Chine y fut ouverte et le bâtiment devint le "Musée de la Chine" (en hongrois : Kína Múzeum). Les œuvres d'art appartenant originellement à György Ráth ont été réparties entre les différents musées de Budapest : musée des Beaux-Arts, le Musée national hongrois, la Galerie nationale hongroise, le musée Ferenc Hopp des arts d'Asie de l'Est et le musée des Arts décoratifs.
Après le changement de régime politique, le musée a retrouvé son nom d'origine, György Ráth Villa, mais a accueilli des expositions orientales jusqu'à sa fermeture en 2014.

## Collection de la villa
Depuis sa réouverture en 2018, la villa n'expose plus uniquement les œuvres qui appartenaient à György Ráth, mais aussi et surtout une sélection de d'objets d'art provenant du musée des Arts décoratifs. Si le but premier est de rendre hommage à György Ráth, ce transfert d'œuvres depuis le musée des Arts décoratifs permet aussi de continuer à exposer une petite partie de sa vaste collection durant les travaux de celui-ci. La Villa expose une collection de mobilier, sculptures, tableaux, vases appartenant au courant de l'Art nouveau. 
De plus, la villa accueille régulièrement des expositions d'art contemporain, allant du design à la mode.